# ماثيو بيرن
ماثيو بيرن (بالإنجليزية: Matthew Byrne)‏ (5 يونيو 1992 في أستراليا - ) هو لاعب كرة قدم أسترالي في مركز الوسط. لعب مع روتشيدال روفرز وFK Donji Srem ‏ وFK Teleoptik ‏ وOlympic FC ‏.

## وصلات خارجية
- ماثيو بيرن على موقع قاعدة بيانات كرة القدم.إي يو (الإنجليزية)
- ماثيو بيرن على موقع Soccerway.com (الإنجليزية)
- ماثيو بيرن على موقع عالم كرة القدم.نت (الإنجليزية)